# Genotype
Het genotype is de verzameling eigenschappen van het individu die is geërfd van de ouder of ouders. Het begrip is afkomstig van de Deense geleerde Wilhelm Johannsen (1857-1927). Het fenotype van een individu is het totaal van alle waarneembare eigenschappen (kenmerken) van een organisme. Het fenotype wordt bepaald door zowel het genotype als door de invloed van het milieu (de omgevingsfactoren). De genexpressie is het proces van uiting van bepaalde genen in het fenotype.

## Erfelijke informatie in de cel
Erfelijke informatie bevindt zich in het DNA. Bij hogere organismen is het DNA opgeslagen als een zeer lang molecuul in chromosomen. Daarnaast is er erfelijke informatie, mtDNA, aanwezig in de mitochondriën in het cytoplasma. De mitochondriën gaan alleen over via de moederskant, omdat mitochondriën weliswaar wel in een spermacel voorkomen, maar deze samen met het flagel achterblijven tijdens het samensmelten van de twee gameten en niet worden doorgegeven aan het nageslacht. Ook is er nog erfelijke informatie, cpDNA, aanwezig in de plastiden in het cytoplasma van cellen van planten. 

## Relatie tussen genotype en fenotype
Voor veel complexe fenotypische eigenschappen is het niet eenvoudig om het bijbehorende genotype vast te stellen. Vaak is het zelfs moeilijk om vast te stellen in hoeverre de omgeving (het milieu) van het organisme op het fenotype van invloed is, en hoeveel van de eigenschap uit het genotype afkomstig is. Vaak worden hiervoor statistische onderzoeken uitgevoerd. Voorbeelden hiervan zijn intelligentie, de aanleg om piano te kunnen spelen, of de kans op het krijgen van een ziekte als kanker.
Bij eenvoudiger eigenschappen is soms wel redelijk goed bekend hoe het fenotype en het genotype zich tot elkaar verhouden. Zo is het bekend dat mensen met een bepaald gen de mogelijkheid hebben de tong in de vorm van een bootje op te rollen, en mensen waarbij het gen niet werkt dat niet kunnen, hoewel hier ook andere factoren spelen. Ook is van een aantal erfelijke aandoeningen bekend welke genetische afwijking ervoor verantwoordelijk is.

## Bepaling van het genotype
Het is niet altijd eenvoudig om een genotype te bepalen als men alleen het fenotype weet. Soms is ook kennis van de ouders en de kinderen nodig.
Bijvoorbeeld, Henk heeft bloedgroep A. Dat is een fenotype. Er zijn nu twee genotypes mogelijk: AA en A0.
- Heeft een van de ouders of een van de kinderen van Henk bloedgroep 0, dan staat met zekerheid vast dat Henk genotype A0 heeft. Heeft een van de kinderen bloedgroep B, dan staat ook vast dat Henk genotype A0 heeft.
- Het is niet eenvoudig vast te stellen dat Henk genotype AA heeft. Die zekerheid heeft men alleen als beide ouders bloedgroep AB hebben.

Voor de algemene medische praktijk is het voldoende het fenotype van een patiënt te kennen. Het genotype is vanouds alleen bij forensisch onderzoek van belang, in de laatste jaren echter ook bij de moleculaire diagnostiek naar erfelijke ziektes.

## Invloed van de verschillende ouders
Een diploïd organisme, zoals de mens, heeft chromosomen in paren (van iedere ouder één), waardoor er ook twee genen voor dezelfde eigenschap aanwezig zijn. De erfelijke informatie in de twee corresponderende genvarianten (allelen genaamd) kan verschillend zijn (men noemt dat heterozygoot) of gelijk (homozygoot). De invloed van elk van deze twee genen kan intermediair of dominant zijn. Bij intermediair oefenen de beide genen dezelfde sterkte uit op de eigenschap. Bij dominantie overheerst het ene gen het andere. Het gen dat overheerst wordt het dominante gen genoemd en wordt met een hoofdletter aangegeven. Het onderdrukte gen heet het recessieve gen en wordt met een kleine letter aangegeven. Het recessieve gen wordt niet altijd onderdrukt. Het kan ook betekenen dat het recessieve gen defect is, waardoor een bepaald eiwit niet meer aangemaakt kan worden. Verschillende eigenschappen worden met verschillende letters aangeduid. AA staat voor homozygoot dominant, aa voor homozygoot recessief en Aa voor heterozygoot. Bij dominantie kan door het maken van een kruising erachter gekomen worden of het individu homozygoot dominant of heterozygoot is. Bij een heterozygoot (Aa) zal er een uitsplitsing in verschillende individuen plaatsvinden (AA,Aa en aa).
Penetrantie is een statistisch begrip dat weergeeft hoe vaak het afwijkend fenotype wordt vastgesteld bij individuen met het afwijkend genotype.